# 宁陵之战
宁陵之战，至德元载（756年）十二月，唐朝真源县令张巡与睢阳郡太守许远在宁陵（今河南宁陵县东南）西北，大败安禄山部将杨朝宗的作战。
燕将令狐潮、李廷望率兵数万攻雍丘（今河南杞县），数月不能攻下，756年十二月，在雍丘北设置杞州，筑城来断绝雍丘守将真源令张巡的粮草支援。此时，鲁郡（今山东兖州）、东平郡（今山东东平县西北）、济阴郡（今山东定陶县西南）均被燕军攻陷，河南节度使虢王李巨领兵东逃临淮。杨朝宗率兵二万，准备袭击宁陵，切断张巡后路。张巡于是主动放弃雍丘，率兵三千人东守宁陵，与睢阳郡太守许远合兵。杨朝宗率兵进至宁陵城西北，张巡、许远派部将雷万春、南霁云领军迎战，大败杨朝宗部，斩杀万余人，死尸塞满汴水，顺流而下。杨朝宗收集残兵，连夜逃走。